# Leptothorax spinosior
Leptothorax spinosior är en myrart som beskrevs av Auguste-Henri Forel 1901. Leptothorax spinosior ingår i släktet smalmyror, och familjen myror. Inga underarter finns listade i Catalogue of Life.